# Едсон Хозе да Силва
Едсон Хозе да Силва (порт. Edson José da Silva; рођен 9. маја 1986) је бразилски фудбалер. Игра у одбрани. 

## Каријера
Бразилац је наступао за Коринтијанс Алагоано, Палмеирас Пернамбуко, КРБ, Ботафого (12 мечева током 2008. године), Виља Рио, Форталезу (32 утакмице, два поготка током 2009. године), Боависту (9/1 у 2010. години), Дуке Кашијас (33 меча, три гола у 2010. години), Фигејренсе (40 мечева, три гола током 2011. године) и Сао Пауло. 
За Сао Пауло је од 2012. године одиграо 118 сусрета уз седам погодака, од тога 89 утакмица и шест голова у бразилској Серији А и шампионату Паулиста, а освојио је и Копа Судамерикана 2012. године.
Почетком фебруаруа 2016. потписао је уговор са Црвеном звездом. Са црвено-белима је освојио Суперлигу Србије. Одиграо је седам мечева током пролећа 2016, а раскинуо је уговор са клубом у јулу 2016. године.

## Трофеји

### Црвена звезда
- Првенство Србије (1) : 2015/16.